# Csapó (eszköz)

Hagyományos csapó

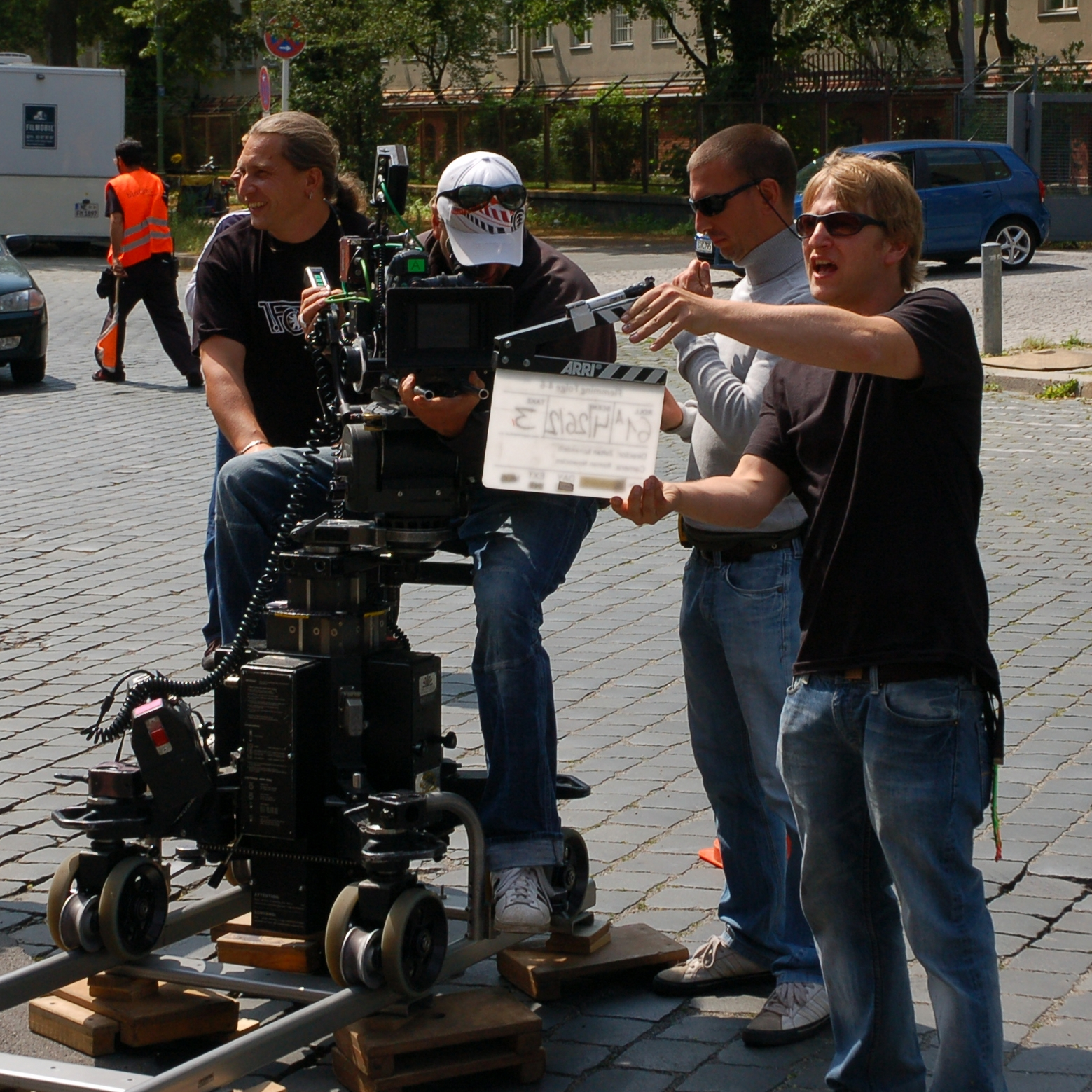
Csapó használat közben

A csapó egy filmkészítés és videózás során használt eszköz. Feladata a külön felvett kép és hang egymáshoz történő szinkronizálása, valamint a filmkészítés során felvett jelenetek beazonosítása. Az éles hang könnyedén hallható a hangsávon, míg a csapó „becsapása” látható a videón. Ez után a két sávot úgy szinkronizálják, hogy a hang és a csapódás azonos időben jelenjen meg a végleges filmen.
A csapóra írt adatok a filmkészítés jó néhány fázisában az egyes felvételek (snittek) beazonosítására szolgálnak. Nélkülözhetetlen ehhez a script is (azok a feljegyzések, amelyek a csapó adatainak megfelelően a képfelvétel idején készülnek).
A magyar filmgyártásban a rendszerváltás előtt kiemelt jelentőséggel bírt, mert a hazai készítésű filmek és sorozatok döntő többségét utószinkronizáltan forgatták. A hangsávok utólagos felvételénél fontos volt a pontos időzítés.
Amikor a beszéd és a kép nincsen szinkronban, azt szájszinkronhibának nevezzük. 